# ياسياس فون لوفنهالت
يساإياس رومبلر فون لوفنهالت Jesaias Rompler von Löwenhalt (ولد في يونيو 1605 في دينكلسبول – ومات بعد عام 1672 على الأرجح في دورلاخ) هو شاعر ورسام ألماني. يعتبر من رواد الشعر في عصر الباروك. وكانت له شعبية كشاعر مناسبات في مجتمع النبلاء والبلاط في الجنوب الغربي الألماني. وقد منح لقب نبيل في عام 1641.

## حياته
درس القانون في توبنغن وشتراسبورج. أسس مع بعض أصدقائه ومن بينهم فراينسهايم وموشيروش وشنويْبر في عام 1633 جمعية لترقية وتهذيب اللغة الألمانية. وقد عاش بين عامي 1655 و1672 في البلاط الملكي في دورلاخ حيث كان شاعر مناسبات. وقد فقد أثره بعد عام 1672.